# Icinga
Icinga — вільна система моніторингу комп'ютерних систем і мереж, яка являє собою форк системи моніторингу Nagios, що відокремився в початку травня 2009 року внаслідок конфлікту незалежних розробників з підприємством Nagios Enterprises.  Сирцеві тексти Icinga поширюються в рамках ліцензії GPL.
Від Nagios проект Icinga відрізняється переробленою архітектурою, перекладеною на використання прошарків IDOMOD і IDO2DB, що дозволяють організувати зберігання даних моніторингу та конфігураційної інформації в СУБД MySQL, Oracle або PostgreSQL.  Структура Icinga оптимізована для розгортання розподілених систем моніторингу, при якій можливо створення декількох агентів моніторингу, які здійснюють перевірки і направляють результати на основний вузол.  До складу Icinga входить гнучкіший і зручніший модульний вебінтерфейс, переписаний на мові PHP, який активно використовує AJAX і представляє статистику у вигляді графіків.  Для забезпечення інтеграції з зовнішніми сервісами передбачено кілька API: XML, JSON, SOAP.
Для використання підготовлені два варіанти Icinga — з класичним інтерфейсом, написаним на мові С++, і новим інтерфейсом на мові PHP.  Додатково поставляється пакунок icinga-reporting, з реалізацією аналітичного модуля для генерації звітів, написаного на мові Java і працюючого укупі з системою JasperServer.